# SV Liebertwolkwitz
SV Liebertwolkwitz is een Duitse sportclub uit Liebertwolkwitz, Saksen. De club is actief in onder andere aikido, voetbal, gymnastiek, kegelen, skië en volleybal. Tot 1999 was Liebertwolkwitz een zelfstandige gemeente, daarna werd het een deelgemeente van Leipzig.

## Geschiedenis
De club werd in 1858 opgericht als turnclub ATV Liebertwolkwitz. Een hele tijd later begon de club ook met een voetbalafdeling. In 1934 promoveerde de club naar de Kreisklasse Leipzig, de derde klasse.
Na de Tweede Wereldoorlog werden alle Duitse clubs ontbonden. In 1948 werd de club heropgericht als BSG Motor Liebertwolkwitz. Na de Duitse hereniging werd de BSG ontbonden en werd de naam gewijzigd in SV Liebertwolkwitz.